# FC ViOn Zlaté Moravce
 FC ViOn Zlaté Moravce, właśc. Football Club Viliam Ondrejka Zlaté Moravce-Vráble – słowacki klub piłkarski. Siedziba klubu mieści się w mieście Zlaté Moravce. Został założony w 1995 roku. Zdobywca Pucharu Słowacji (2007).

## Sukcesy
- 2. Liga
  - mistrzostwo (1): 2006/2007, 2009/2010

- Puchar Słowacji
  - zwycięstwo (1): 2006/2007

## Europejskie puchary
Legenda do wszystkich tabel:
- Q – runda eliminacyjna, 1/16, 1/8, 1/4, 1/2 – odpowiednia faza rozgrywek, Grupa – runda grupowa, 1r gr – pierwsza runda grupowa, 2r gr – druga runda grupowa, F – finał, R – runda, PO – play-off
- k. – rzuty karne, los. – losowanie, Dogr. – dogrywka, w. – zasada bramek strzelonych na wyjeździe

| Sezon   | Rozgrywki   | Runda | Przeciwnik       | Dom | Wyjazd | Ogólnie |
| ------- | ----------- | ----- | ---------------- | --- | ------ | ------- |
| 2007/08 | Puchar UEFA | 1Q    | FK Ałmaty        | 3–1 | 1–1    | 4–2     |
| 2007/08 | Puchar UEFA | 2Q    | Zenit Petersburg | 0–2 | 0–3    | 0–5     |

## Trenerzy klubu od 2007
- Ján Rosinský (2007–08)
- Ľubomír Moravčík (1 lipca 2008 – 30 listopada 2008)
- Štefan Horný (1 grudnia 2008 – 5 października 2009)
- Juraj Jarábek (5 października 2009 – 30 maja 2013)
- Branislav Mráz (maj 2013 – czerwiec 2015)
- Miłko Ǵurowski (15 czerwca 2015 – 23 sierpnia 2015)
- Libor Fašiang (23 sierpnia 2015 – 23 maja 2016)
- Peter Gergely (23 maja 2016 – 6 listopada 2016)
- Juraj Jarábek (6 listopada 2016 - 5 października 2018)
- Branislav Mráz (5 października 2018 - 13 grudnia 2018) tymczasowo
- Karol Praženica (od 13 grudnia 2018)